# Suwa Yoritada
Suwa Yoritada. (諏訪頼忠, , 1536 - 13 de setembro de 1606), foi um samurai que viveu no Período Sengoku da História do Japão. Inicialmente foi um vassalo do Clã Takeda, depois serviu Tokugawa Ieyasu após a queda dos Takeda em 1582. Em 1592, foi Daimyō do Domínio de Soja. Em 1601, foi Daimyō do Domínio de Suwa .